# Bazuel
Bazuel – miejscowość i gmina we Francji, w regionie Hauts-de-France, w departamencie Nord.
Według danych na rok 1990 gminę zamieszkiwały 674 osoby, a gęstość zaludnienia wynosiła 57 osób/km² (wśród 1549 gmin regionu Nord-Pas-de-Calais Bazuel plasuje się na 680. miejscu pod względem liczby ludności, natomiast pod względem powierzchni na miejscu 232.).